# Gran Premi dels Estats Units del 1959
Resultats del Gran Premi dels Estats Units de Fórmula 1 de 1959, disputat al circuit de Sebring el 12 de desembre del 1959.

## Resultats de la cursa
| Pos | No | Pilot                | Equip                      | Voltes | Temps/ Retir.    | Pos. de sort. | Punts |
| --- | -- | -------------------- | -------------------------- | ------ | ---------------- | ------------- | ----- |
| 1   | 9  | Bruce McLaren        | Cooper - Climax            | 42     | 2:12'35.7        | 10            | 8     |
| 2   | 6  | Maurice Trintignant  | Cooper - Climax            | 42     | + 0.6 s          | 5             | 6     |
| 3   | 2  | Tony Brooks          | Ferrari                    | 42     | + 3.0 s          | 4             | 4     |
| 4   | 8  | Jack Brabham         | Cooper - Climax            | 42     | + 1:57.3 min.    | 2             | 3     |
| 5   | 10 | Innes Ireland        | Lotus - Climax             | 39     | + 3 Voltes       | 9             | 2     |
| 6   | 4  | Wolfgang von Trips   | Ferrari                    | 38     | Motor            | 6             |       |
| 7   | 17 | Harry Blanchard      | Porsche                    | 38     | + 4 Voltes       | 16            |       |
| Ret | 3  | Cliff Allison        | Ferrari                    | 23     | Transmissió      | 11            |       |
| Ret | 12 | Roy Salvadori        | Cooper - Maserati          | 23     | Transmissió      | 11            |       |
| Ret | 1  | Rodger Ward          | Kurtis Kraft - Offenhauser | 20     | Embragatge       | 19            |       |
| Ret | 14 | Alessandro de Tomaso | Cooper - O.S.C.A.          | 13     | Frens            | 14            |       |
| Ret | 5  | Phil Hill            | Ferrari                    | 8      | Embragatge       | 8             |       |
| Ret | 15 | Fritz d'Orey         | Tec-Mec - Maserati         | 6      | Pèrdua d'oli     | 17            |       |
| Ret | 7  | Stirling Moss        | Cooper - Climax            | 5      | Transmissió      | 1             |       |
| Ret | 19 | Harry Schell         | Cooper - Climax            | 5      | Embragatge       | 3             |       |
| Ret | 16 | George Constantine   | Cooper - Borgward          | 5      | Sobreescalfament | 15            |       |
| Ret | 11 | Alan Stacey          | Lotus - Climax             | 2      | Embragatge       | 12            |       |
| Ret | 18 | Bob Said             | Connaught                  | 0      | Accident         | 13            |       |
| DNS | 22 | Phil Cade            | Maserati                   |        |                  |               |       |

## Altres
- Pole: Stirling Moss 3' 00. 0
- Volta ràpida: Maurice Trintignant 3' 05. 0 (a la volta 39)
- Fernando Alonso va superar el rècord que va establir en aquest GP Bruce McLaren com a pilot més jove a guanyar un Gran Premi de F1 quan va guanyar el Gran Premi d'Hongria del 2003 a l'edat de 22 anys i 26 dies.